# Омахо (Илиноис)
Омахо (енгл. Omaha) град је у америчкој савезној држави Илиноис.

## Демографија
По попису из 2010. године број становника је 266, што је 3 (1,1%) становника више него 2000. године.
| Група             | 2000.       | 2010.       |
| Белци             | 262 (99,6%) | 264 (99,2%) |
| Афроамериканци    | 0 (0,0%)    | 0 (0,0%)    |
| Азијати           | 1 (0,4%)    | 0 (0,0%)    |
| Хиспаноамериканци | 0 (0,0%)    | 1 (0,4%)    |
| Укупно            | 263         | 266         |